# گوپشوار
گوپشوار (به انگلیسی: Chamoli Gopeshwar) یک منطقهٔ مسکونی در هند است که در بخش چمولی واقع شده‌است. گوپشوار ۳۰ کیلومتر مربع مساحت و ۱۰۵٬۰۰۰ نفر جمعیت دارد و ۱٬۵۵۰ متر بالاتر از سطح دریا واقع شده‌است.